# کتابخانه مرکزی تنری

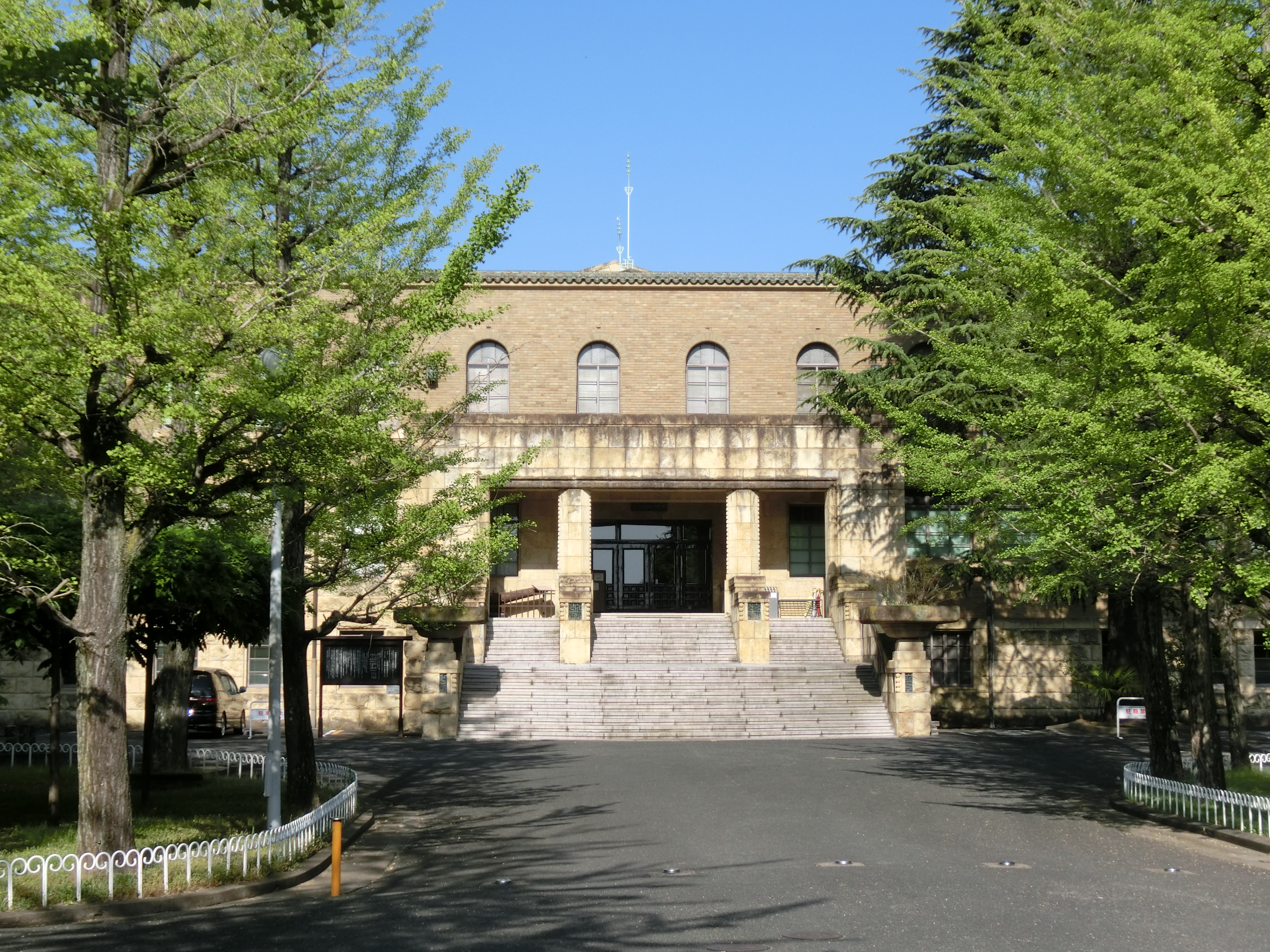
کتابخانه مرکزی تنری

کتابخانه مرکزی تنری (انگلیسی: Tenri Central Library) (天理大学附属天理図書館 Tenri Daigaku Fuzoku Tenri Toshokan) کتابخانه دانشگاه تنری است. این کتابخانه مجموعه بزرگ گرانمایه‌ای از منابعی با موضوعات باستانی، از قبیل نسخ خطی اصلی ژاپن در قرن سیزدهم و آثار هنری کاوش‌های اروپایی و مراجعه‌های قدیم به ژاپن در سال ۱۹۲۶، را در خود جای داده است. قدمت این کتابخانه به سال ۱۹۲۶ بر می‌گردد که پیش از شروع به فعالیت دانشگاه است. منشأ آن به مجموعه خصوصی خاندان بنیانگذار تنریکیو، اویاساما بازمی‌گردد.